# Technomyrmex cedarensis
Technomyrmex cedarensis es una especie de hormiga del género Technomyrmex, subfamilia Dolichoderinae. Fue descrita científicamente por Forel en 1915.
Se distribuye por Australia. Se ha encontrado a elevaciones de hasta 880 metros. Vive en microhábitats como la hojarasca, árboles muertos y debajo de rocas.